# Ethochorema nesydrion
Ethochorema nesydrion là một loài Trichoptera trong họ Hydrobiosidae. Chúng phân bố ở miền Australasia.